# Бен-Шерифиа, Моэз
Моэз Бен-Шерифиа (фр. Moez Ben Cherifia, араб. معز بن شريفية‎; 24 июня 1991, Тунис, Тунис) — тунисский футболист, вратарь клуба «Эсперанс» (Тунис) и национальной сборной Туниса.

## Клубная карьера
Во взрослом футболе дебютировал в 2009 году выступлениями за команду клуба «Эсперанс» (Тунис), цвета которого защищает и сейчас.

## Выступления за сборную
В 2012 году дебютировал в официальных матчах в составе национальной сборной Туниса. В составе сборной был участником Кубка африканских наций 2012 года в Габоне, Кубка африканских наций 2013 года в ЮАР, Кубка африканских наций 2015 года в Экваториальной Гвинее и Кубка африканских наций 2017 года.